# Reinhold Pauli (Historiker)

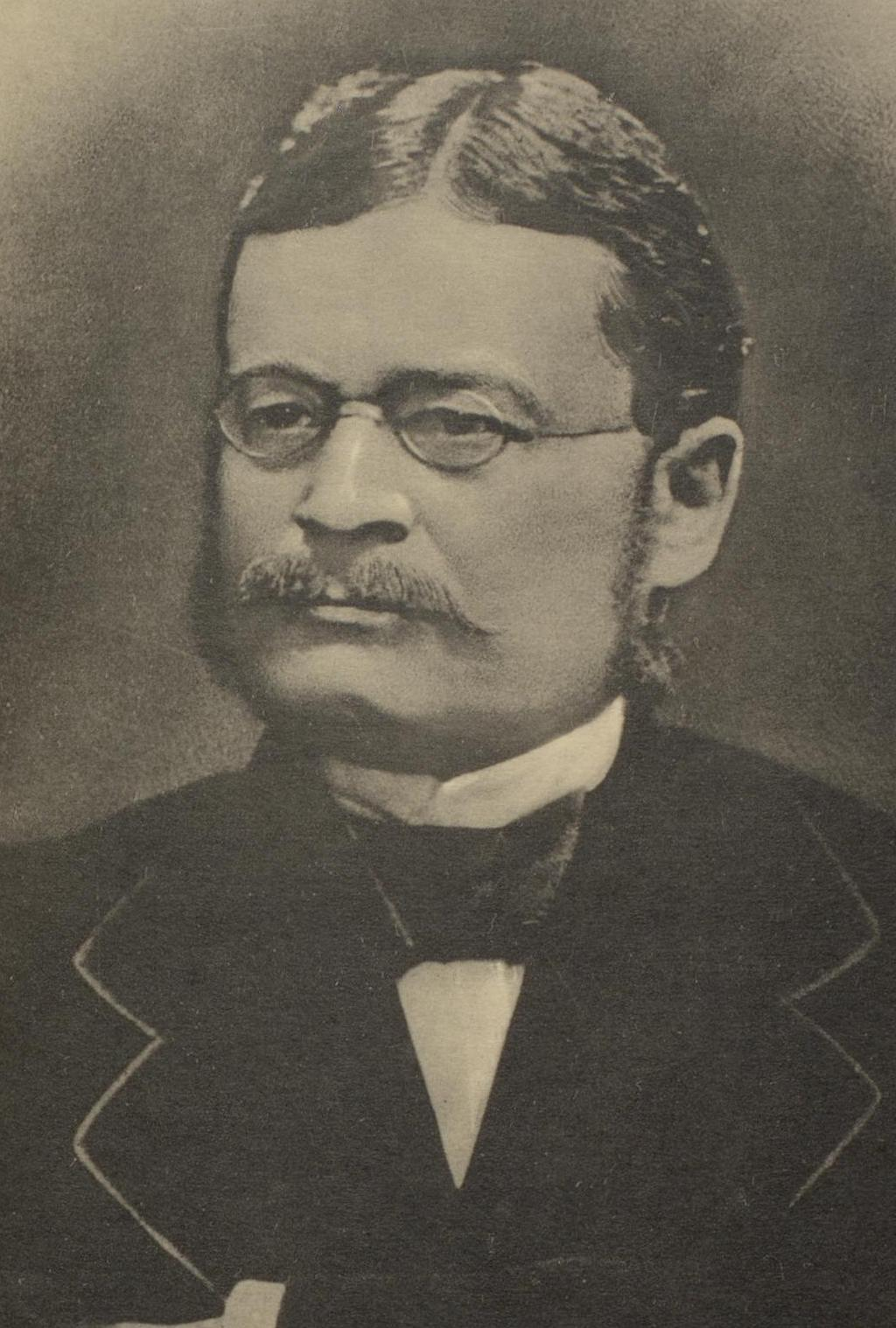
Reinhold Pauli

Reinhold Pauli (* 25. Mai 1823 in Berlin; † 3. Juni 1882 in Bremen) war ein deutscher Historiker, der sich vor allem mit der englischen Geschichte befasste.

## Frühe Jahre
Sein Vater war evangelischer Prediger in Berlin. Die Mutter stammte aus einer Kaufmannsfamilie. Aus Protest gegen die Regierung im Agendenstreit siedelte der Vater mit seiner Familie nach Bremen über. Dort wuchs auch Reinhold Pauli auf. Für die letzten beiden Schuljahre wechselte er auf das Friedrich-Wilhelm Gymnasium in Berlin. Dort begann er 1842 auch ein Studium mit Schwerpunkten Philologie und Geschichtswissenschaften. Besonders Leopold von Ranke und nach dem Wechsel des Studienorts nach Bonn Friedrich Christoph Dahlmann haben ihn beeindruckt. In Bonn schloss er sich dem Corps Rhenania an. Im Jahr 1846 beendete er das Studium mit der Promotion zum Dr. phil.

## Jahre in Großbritannien
Danach beabsichtigte er Lehrer zu werden. Stattdessen nahm er 1847 eine Hauslehrerstelle in Glasgow an. Bereits in Deutschland hatte er sich für die englische Sprache und Literatur interessiert. Seit dieser Zeit wurde die Erforschung der englischen Geschichte sein Lebensinhalt. In Großbritannien wechselte er in den folgenden acht Jahren mehrfach seinen Aufenthaltsort, sein Lebensschwerpunkt war aber London. Im Jahr 1850 nahm er für zwei Jahre die Stelle eines Privatsekretärs beim preußischen Gesandten Christian Karl Josias von Bunsen an.
Er gab die Stellung schließlich wieder auf, um ungestört seinen Forschungen nachgehen zu können. Im Jahr 1851 erschien als sein erstes größeres Werk: „König Aelfred und seine Stelle in der Geschichte Englands,“ das er Bunsen widmete. In der Gestalt des Königs sah er eine Rettergestalt, die er angesichts der politischen Spaltung auch für Deutschland wünschte. Das Werk wurde rasch ins englische übersetzt und von der Kritik auch in Deutschland positiv aufgenommen. Johann Martin Lappenberg, von einem Augenleiden an der Weiterarbeit gehindert, übertrug Pauli die Fortsetzung seiner Geschichte Englands. Die zwischen 1853 und 1858 veröffentlichten Bände 3–5 stammen von Pauli. Die Bände umfassen die Zeit zwischen 1154 und 1509. Der Mangel an veröffentlichten Quellen veranlassten ihn selbst die Originalhandschriften zu sichten. Er konnte dabei auch die Archive des Tower berücksichtigen. In seiner Darstellung spielen neben der engeren politischen Geschichte auch die staatsrechtlichen Entwicklungen und der internationale Handel eine Rolle. Die Bände der Geschichte Englands bilden das Hauptwerk Paulis. Seine Quellenarbeit erschien teilweise später in den Monumenta Germaniae Historica.

## Hochschullehrer in Deutschland
Er verließ England im Sommer 1855 und ging zunächst als Privatdozent nach Bonn. Den Winter 1856/57 verbrachte er auf Einladung des bayerischen Königs Maximilian in dem um diesen versammelten Kreis. Er wechselte zu Ostern 1857 als ordentlicher Professor nach Rostock. Dort gründete er eine Familie, verlor aber durch Tod seine Frau bald wieder. 1859 wechselte er nach Tübingen, weil er dort auf bessere Arbeits- und Wirkungsmöglichkeiten hoffte. Dort heiratete er die Schwester seiner verstorbenen Frau, mit der er vier Töchter hatte.
Seine Lehrtätigkeit ließ ihm keine Zeit mehr die Geschichte Englands über das 16. Jahrhundert hinaus fortzusetzen. Auch sein Plan eine Geschichte der Zeit Heinrichs VIII. zu verfassen scheiterte. Aus seinem Nachlass wurde später das Fragment „Die Anfänge Heinrichs VIII.“ herausgegeben. Stattdessen erschienen einige kleinere Arbeiten, die zusammengefasst unter dem Titel „Bilder aus Altengland“ in erster Auflage 1860 erschienen. Danach widmete er sich der Geschichte von Simon von Montfort als dem „Schöpfer des Hauses der Gemeinen,“ die er Ranke zu dessen fünfzigjährigem Doktorjubiläum widmete. Das Buch erschien 1867.
Danach widmete er sich wieder einem größeren Vorhaben. Salomon Hirzel gewann ihn für die Reihe „Staatengeschichte der neueren Zeit“ die Geschichte Englands beizusteuern. Paul legte drei Bände vor, die 1864, 1867 und 1875 erschienen. Sie umfassen die Zeit von 1815 bis 1852. Dabei konnte er auch auf bislang unveröffentlichtes Material wie die Berichte des preußischen Gesandten von Bülow, den Nachlass von Bunsen oder Briefe von Richard Cobden zurückgreifen.
Im Jahr 1866 hat er sich während des Krieges öffentlich auf die preußische Seite gestellt. In den preußischen Jahrbüchern veröffentlichte er den Aufsatz „Württemberg und die Bundeskatastrophe.“ Der württembergische Kultusminister eröffnete daraufhin ein Disziplinarverfahren gegen Pauli. Bei gleichem Gehalt wurde er an ein evangelisches Seminar versetzt. Pauli bat daraufhin um seine Entlassung.
Im Frühjahr 1867 erhielt er einen Ruf nach Marburg. Diese Universität vertrat er auch im preußischen Herrenhaus. In der Marburger Zeit entstanden auch seine „Aufsätze zur englischen Geschichte.“ Sie erschienen 1869. Er wechselte 1870 nach Göttingen. Dabei spielten auch die für die englische Geschichte gut ausgestattete Bibliothek eine Rolle. Neben der Arbeit an seinen wissenschaftlichen Werken veröffentlichte er zahlreiche Beiträge für englische und deutsche Zeitschriften und Sammelwerke. Die Gründung des Hansischen Geschichtsvereins veranlassten ihn nicht nur sich erneut mit den wirtschaftlichen Beziehungen des Hansestädte mit England zu befassen, sondern wurde als Vorstandsmitglied und Mitarbeiter an den „Hansischen Geschichtsblättern“ in dem Verein selbst aktiv. Er begann in Göttingen sich auch der Erwerbung der englischen Krone durch das Haus Hannover zu widmen.
Pauli spielte als Vermittler zwischen der englischen und deutschen Geschichtswissenschaft eine bedeutende Rolle. Auch außerwissenschaftlich sah er sich als Mittler zwischen beiden Ländern.
Seit 1857 war er auswärtiges Mitglied der Bayerischen Akademie der Wissenschaften. 1875 wurde er zum ordentlichen Mitglied der Göttinger Akademie der Wissenschaften gewählt. In seinem Todesjahr 1882 wurde er korrespondierendes Mitglied der Preußischen Akademie der Wissenschaften.

## Werke
- König Aelfred und seine Stelle in der Geschichte Englands,. Berlin, 1851 Digitalisat
- Der Hansische Stahlhof in London. Bremen : Strack, 1856 Vortrag als E-Book
- Simon von Montfort, Graf von Leicester, der Schöpfer des Hauses der Gemeinen. Tübingen : Laupp, 1867 Digitalisat
- Bilder aus Alt-England. Gotha : F. A. Perthes, um 1860 Digitalisat
- Allgemeine Staatengeschichte. Stuttgart : Perthes Teil Abt. 1., Geschichte der europäischen Staaten Werk 9., Geschichte von England Bd. 3., bis 1272, 1853, Digitalisat Bd. 4., bis 1399, 1855,  Bd. 5., bis 1509, 1858
- Aufsätze zur englischen Geschichte. Leipzig, 1869
- Bischof Grosseteste und Adam von Marsh. Tübingen, 1864
- Geschichte Englands seit den Friedensschlüssen von 1814 und 1815. Leipzig, Hirzel
  - Teil 1: Von d. Schlacht bei Waterloo bis zum Tode Georg's IV., 1864
  - Teil 2: Die Whig-Periode von 1830–41, 1867 Digitalisat
  - Teil 3 Der Freihandel u. d. Manchesterschule 1841–52, 1875
- The libell of Englishe policye : 1436. Mit einer geschichtlichen Einleitung von Reinhold Pauli. Leipzig : Hirzel, 1878
- Monumenta Germaniae historica Ex rerum Anglicarum scriptoribus saec. XIII. 1888
- Monumenta Germaniae historica Ex rerum Anglicarum scriptoribus saec. XII. et XIII. 1885
- Lebenserinnerungen, nach Briefen und Tagebüchern zusammengestellt von Elisabeth Pauli. Karras, Halle a.S. 1895.